# Epiparbattia
Epiparbattia là một chi bướm đêm thuộc họ Crambidae.